# Kučeř
Kučeř (en allemand : Kutscheř ou Kutschersch) est une commune du district de Písek, dans la région de Bohême-du-Sud, en République tchèque. Sa population s'élevait à 187 habitants en 2020.

## Géographie
Kučeř se trouve à 16 km au nord-est de Písek, à 54 km au nord-ouest de Ceské Budejovice et à 73 km au sud de Prague.
La commune est limitée par Jickovice au nord-ouest, par Milevsko au nord-est, par Květov à l'est et au sud, et par Oslov et Zvíkovské Podhradí à l'ouest.

## Histoire
La première mention écrite du village date de 1488.

## Transports
Par la route, Kučeř se trouve à 10 km de Milevsko , à 20,5 km de Písek, à 70 km de České Budějovice et à 103 km de Prague.